# Bussy-le-Repos (Marna)
Bussy-le-Repos – miejscowość i gmina we Francji, w regionie Grand Est, w departamencie Marna.
Według danych na rok 1990 gminę zamieszkiwało 128 osób, a gęstość zaludnienia wynosiła 6 osób/km².